# Saint-Brice (Mayenne)
Saint-Brice è un comune francese di 546 abitanti situato nel dipartimento della Mayenne nella regione dei Paesi della Loira.

## Storia

### Simboli
Lo stemma è stato adottato il 10 novembre 1999. La prima partizione ricorda la famiglia de Pontoise, ultimi grandi signori di Saint-Brice (d'argento, all'aquila di nero); la seconda riprende il blasone della famiglia de Champchevrier che fu proprietaria del territorio di Saint-Brice (d'argento, all'aquila di rosso, membrata, rostrata e coronata di nero). Il fuoco è attributo del patrono san Brizio di Tours, il pastorale ricorda la presenza del monastero cistercense di Bellebranche. I fasci di grano che circondano lo scudo rappresentano l'attività agricola del comune.

## Società

### Evoluzione demografica
Abitanti censiti